# David Hitlin
David George Hitlin (* 15. April 1942 in Brooklyn) ist ein US-amerikanischer experimenteller Teilchenphysiker.
Hitlin studierte Physik an der Columbia University mit dem Bachelor-Abschluss 1963, dem Master-Abschluss 1965 und der Promotion 1968. Außerdem war er von 1967 bis 1969 Instructor an der Columbia University. 1969 ging er an das SLAC in die Gruppe von Melvin Schwartz und Stanley Wojcicki.  1972 wurde er Assistant Professor an der Stanford University und 1975 Assistant Professor am SLAC. Damals wechselte er zur Gruppe von Burton Richter für den Bau des Mark II Detektors am SPEAR Beschleunigerring. 1979 wurde er Associate Professor am Caltech und 1985 Professor.
Außer am Mark II und III Detektor von SPEAR und SLC (SLAC Large Detector) war er auch am BES (Bejing Spectrometer) des Beijing Electron Positron Collider (BEPC) beteiligt. Ab 1987 befasste er sich mit CP-Verletzung beim Zerfall neutraler B-Mesonen, was zum BaBar-Experiment am SLAC führte, dessen Sprecher Hitlin in den ersten sechs Jahren war.
Später war er Teil der Mu2e-Kollaboration am Fermilab, wo er sich mit der Suche einer seltenen Muon-Elektron-Umwandlung  über einen Nicht-Standardmodell-Prozess im Feld eines Aluminiumkerns befasst.
2016 erhielt er den Panofsky-Preis mit  Fumihiko Takasaki, Jonathan Dorfan, Stephen L. Olsen für ihre Führungsrolle in den BaBar und Belle-Experimenten, die die Verletzung der CP-Symmetrie im Zerfall von B-Mesonen etablierten und unser Verständnis von Quarkmischung und Quantenchromodynamik beförderten (Laudatio). Er ist Fellow der American Physical Society.